# 浦东历史博物馆
浦东历史博物馆，原称南汇博物馆，位于上海市浦东新区惠南镇文师街18号，主要展出浦东的历史发展和风土人情。2021年完成修缮后及功能升级后，更名为浦东历史博物馆，与浦东开发陈列馆、浦东展览馆一同构成“浦东开发三部曲”。2023年，历经两年大修的浦东历史博物馆恢复开放。

## 场馆介绍
博物馆占地3510平方米，其中固定展厅1000平方米，另有500平方米的临时展厅。五个展厅分为五个，分别为为序厅、上海成陆及浦东古海塘厅、煮海制盐厅、婚嫁迎娶厅、地灵人杰厅，分别介绍了浦东的形成、历史沿革、人口迁徙、风土人情、民俗民风、制盐历史等。另外还介绍了傅雷、吴仲超等南汇当地名人。
大修后的博物馆展项包括全新亮相的固定展“浦江潮涌 东海风起——浦东历史文化展”以及首个临展“和润平仄——陈宗璜楹联墨踪”展，亦近期展出了由上海博物馆、上海市历史博物馆（上海革命历史博物馆）借展的多件浦东地区出土的珍贵文物。

## 参观信息
- 开放时间：9:00-11:00， 13:00-16:00，夏季延长至至16:30，全年无休。